# Leichtathletik-Weltmeisterschaften 2023/Teilnehmer (Ecuador)
| Goldmedaillen | Silbermedaillen | Bronzemedaillen |
| ------------- | --------------- | --------------- |
| —             | 1               | —               |

Der Leichtathletikverband von Ecuador nahm an den Leichtathletik-Weltmeisterschaften 2023 in Budapest teil. 17 Athletinnen und Athleten wurden vom ecuadorianischen Verband nominiert.

## Medaillengewinner
| Medaille | Athlet        | Disziplin   |
| -------- | ------------- | ----------- |
| Silber   | Brian Pintado | 35 km Gehen |

## Ergebnisse

### Männer

#### Laufdisziplinen
| Athlet        | Disziplin   | Vorlauf | Vorlauf | Halbfinale | Halbfinale | Finale       | Finale |
| Athlet        | Disziplin   | Zeit    | Platz   | Zeit       | Platz      | Zeit         | Platz  |
| ------------- | ----------- | ------- | ------- | ---------- | ---------- | ------------ | ------ |
| Segundo Jami  | Marathon    |         |         |            |            | 2:16:49 h    | 36     |
| David Hurtado | 20 km Gehen |         |         |            |            | 1:20:07 h    | 19     |
| Jordy Jiménez | 20 km Gehen |         |         |            |            | 1:20:08 h PB | 20     |
| Brian Pintado | 20 km Gehen |         |         |            |            | 1:18:26 h PB | 07     |
| Brian Pintado | 35 km Gehen |         |         |            |            | 2:24:34 h AR | Silber |
| Andrés Chocho | 35 km Gehen |         |         |            |            | DNF          | DNF    |

#### Sprung/Wurf
| Athlet            | Disziplin  | Qualifikation | Qualifikation | Finale     | Finale |
| Athlet            | Disziplin  | Weite/Höhe    | Platz         | Weite/Höhe | Platz  |
| ----------------- | ---------- | ------------- | ------------- | ---------- | ------ |
| Juan José Caicedo | Diskuswurf | 55,78 m       | 35            | DNQ        | DNQ    |

### Frauen

#### Laufdisziplinen
| Athletin            | Disziplin   | Vorlauf | Vorlauf | Halbfinale | Halbfinale | Finale       | Finale |
| Athletin            | Disziplin   | Zeit    | Platz   | Zeit       | Platz      | Zeit         | Platz  |
| ------------------- | ----------- | ------- | ------- | ---------- | ---------- | ------------ | ------ |
| Ángela Tenorio      | 100 m       | 11,52 s | 06      | DNQ        | DNQ        | -            | -      |
| Nicole Caicedo      | 200 m       | 23,51 s | 07      | DNQ        | DNQ        | -            | -      |
| Nicole Caicedo      | 400 m       | 52,82 s | 07      | DNQ        | DNQ        | -            | -      |
| Andrea Bonilla      | Marathon    |         |         |            |            | DNF          | DNF    |
| Rosa Chacha         | Marathon    |         |         |            |            | 2:42:00 h    | 51     |
| Silvia Ortiz        | Marathon    |         |         |            |            | 2:35:09 h    | 29     |
| Glenda Mojerón      | 20 km Gehen |         |         |            |            | 1:27:40 h SB | 06     |
| Paula Milena Torres | 20 km Gehen |         |         |            |            | 1:38:03 h    | 31     |
| Johana Ordóñez      | 20 km Gehen |         |         |            |            | 1:33:58 h    | 25     |
| Johana Ordóñez      | 35 km Gehen |         |         |            |            | 2:54:58 h SB | 17     |
| Magaly Bonilla      | 35 km Gehen |         |         |            |            | 2:47:09 h PB | 09     |
| Karla Jaramillo     | 35 km Gehen |         |         |            |            | 3:05:55 h    | 32     |

#### Sprung/Wurf
| Athletin       | Disziplin | Qualifikation | Qualifikation | Finale     | Finale |
| Athletin       | Disziplin | Weite/Höhe    | Platz         | Weite/Höhe | Platz  |
| -------------- | --------- | ------------- | ------------- | ---------- | ------ |
| Juleisy Ángulo | Speerwurf | 55,27 m       | 25            | DNQ        | DNQ    |